# Kościół garnizonowy Matki Bożej Częstochowskiej w Gdyni
Kościół Garnizonowy Marynarki Wojennej RP pw. Matki Bożej Częstochowskiej w Gdyni – kościół rzymskokatolicki. Znajduje się przy ul. Śmidowicza w gdyńskiej dzielnicy Oksywie, w województwie pomorskim. Tworzy i należy do dekanatu Marynarki Wojennej w Ordynariatu Polowego Wojska Polskiego.

## Historia
Budowę kościoła garnizonowego zainicjował ks. kmdr ppor. Władysław Miegoń. W 1934 roku rozpoczęły się prace budowlane. Świątynia została zaprojektowana przez profesora Mariana Lalewicza. Nowa budowla została konsekrowana 1 lipca 1939 roku i otrzymała wezwanie Matki Boskiej Częstochowskiej. W dniu 15 sierpnia 1939 roku, w Święto Żołnierza, wspomniany wyżej ks. Miegoń odprawił uroczystą mszę świętą pierwszą (i jednocześnie ostatnią). Kościół miał nosić nazwę „Domina Maris” (Pani Morza), ale wybuch II wojny światowej uniemożliwił to przedsięwzięcie jej budowniczemu. Podczas wojny świątynia została przekształcona przez hitlerowców na magazyn i funkcję tę pełniła do 1981 roku (m.in. mieścił się w niej magazyn dla Stoczni Marynarki Wojennej). W chwili przywrócenia świątyni do funkcji sakralnych wymagała ona gruntownego remontu, ale w tym czasie zostało tylko odświeżone wnętrze. Dopiero w 2009 roku kościół został odrestaurowany.